# Puritan Reformed Theological Seminary
Puritan Reformed Theological Seminary (PRTS) is een gereformeerd seminarie in Grand Rapids, Michigan.
Op 9 augustus 1995 startte de opleiding als de predikanten opleiding van de Heritage Reformed Congregations (HRC) met vier studenten. Dr. Joel Beeke was de eerste docent. Een jaar na de oprichting werden ook studenten van buiten deze kerken toegelaten. In 1998 kozen de Free Reformed Churches of North America (FRC), zusterkerken van de Christelijke Gereformeerde Kerken, ervoor hun toekomstige predikanten op het PRTS op te leiden. Dr. Gerald M. Bilkes trad namens de FRC aan als hoogleraar Oude en Nieuwe Testament. De gehele faculteit onderschrijft de Drie Formulieren van Enigheid en de Belijdenis van Westminster.
De huidige president is dr. Joel Beeke.
In 2017 starten de Theologische Universiteit Apeldoorn en het Puritan Reformed Theological Seminary samen een onderzoekscentrum voor het puritanisme. Dit zogeheten Puritan Research Center wil dienen als centrum voor onderzoek, onderwijs en publicaties op het gebied van puritanisme, Nadere Reformatie en piëtisme. Hiermee zetten zij een daarmee verbonden gecombineerd doctoraatsprogramma op.